# Gerry Davey
John Gerald (Gerry) Davey (Port Arthur, 5 september 1914 - Orange County (Florida), 12 februari 1977) was een Britse ijshockeyspeler. 
Davey werd geboren in Canada. In 1931 emigreerde Davey naar het Verenigd Koninkrijk.
Davey werd geselecteerd voor de Britse ploeg van de Olympische Winterspelen 1936 in het Duitse Garmisch-Partenkirchen. Davey was tijdens dat toernooi de Britse topscorer en maakte na 20 seconde de belangrijke 1-0 tegen Canada. Deze overwinning zorgde er uiteindelijk voor dat de Britse ploeg de gouden medaille in ontvangst mocht nemen.
Davey werd met de Britse ploeg in 1937 en 1938 Europees kampioen.
Davey nam tijdens de Tweede Wereldoorlog aan de landingen op de stranden van Normandië.
Davey nam samen met zijn ploeggenoten van 1936 Archibald Stinchcombe en James Chappell deel aan de volgende Olympische Winterspelen in 1948 in het Zwitserse Sankt Moritz. Daar eindigde de Britse ploeg als vijfde.